# Fosterland och frihet
Fosterland och frihet (lettiska: Tēvzemei un Brīvībai/LNNK) var ett nationalkonservativt och EU-skeptiskt politiskt parti i Lettland. Partiet bildades ursprungligen 1993 genom samgående mellan ett antal mindre nationalistiska grupper. 1997 gick partiet samman med Lettiska nationella självständighetsrörelsen och lade till förkortningen LNNK. 2011 gick partiet samman med högerextrema Allt för Lettland och bildade samlingspartiet Nationella alliansen.

## Historia
1997 år utsågs partimedlemmen Guntars Krasts till premiärminister, en post som han förlorade efter 1998 års val, då partiet erövrade 17 mandat.
Fosterland och frihet satt emellertid kvar i olika regeringskoalitioner fram till februari 2004. Efter fem år i opposition tog man 2009 åter plats i den regeringskoalition som tillträdde i den internationella finanskrisens spår. I parlamentsvalet 2010 fick partiet två ledamöter i Lettlands parlament.
I Europaparlamentsvalet 2004 fick partiet 29 % av rösterna och erövrade fyra av Lettlands platser i Bryssel. Partiet ingick i Gruppen Unionen för nationernas Europa, men efter Europaparlamentsvalet 2009 ingick partiet istället i Gruppen Europeiska konservativa och reformister. Partiet tillhörde Alliansen europeiska konservativa och reformister (AECR).